# Frankenia pomonensis
Frankenia pomonensis är en frankeniaväxtart som beskrevs av Pohnert. Frankenia pomonensis ingår i släktet frankenior, och familjen frankeniaväxter. Inga underarter finns listade i Catalogue of Life.